# Campionato mondiale femminile under 17 di pallavolo 2024
Il campionato mondiale femminile under 17 di pallavolo 2024, prima edizione del campionato mondiale, si è svolto dal 17 al 24 agosto 2024 a Lima, in Perù: al torneo hanno partecipato sedici squadre nazionali under 17 e la vittoria finale è andata alla Cina.

## Impianti
|                                                                         |                                                                                      |  |
|                                                                         |                                                                                      |  |
| Coliseo Eduardo Dibós Città: Lima Capienza: 4 600 Anno d'apertura: 1989 | Polideportivo de Villa El Salvador Città: Lima Capienza: 5 000 Anno d'apertura: 2019 |  |

## Regolamento

### Formula
Le squadre, divise in quattro gironi mediante sorteggio, hanno disputato una prima fase con formula del girone all'italiana; al termine della prima fase:
- Tutte le squadre hanno acceduto alla fase finale per il primo posto, strutturata in ottavi di finale, quarti di finale, semifinali, finale per il terzo posto e finale.
- Le quattro eliminate ai quarti di finale della fase finale per il primo posto hanno acceduto alla fase finale per il quinto posto, strutturata in semifinali, finale per il settimo posto e finale per il quinto posto.
- Le otto eliminate agli ottavi di finale della fase finale per il primo posto hanno acceduto alla fase finale per il nono posto, strutturata in quarti di finale, semifinali, finale per l'undicesimo posto e finale per il nono posto.
- Le quattro eliminate ai quarti di finale della fase finale per il nono posto hanno acceduto alla fase finale per il tredicesimo posto, strutturata in semifinali, finale per il quindicesimo posto e finale per il tredicesimo posto[4].

### Criteri di classifica
Se il risultato finale è stato di 3-0 o 3-1 sono stati assegnati 3 punti alla squadra vincente e 0 a quella sconfitta, se il risultato finale è stato di 3-2 sono stati assegnati 2 punti alla squadra vincente e 1 a quella sconfitta.
L'ordine del posizionamento in classifica è stato definito in base a:
- Numero di partite vinte;
- Punti;
- Ratio dei set vinti/persi;
- Ratio dei punti realizzati/subiti;
- Risultati degli scontri diretti[5].

## Squadre partecipanti
Si sono qualificati al campionato il paese organizzatore e 15 nazioni provenienti dai tornei continentali (3 per ogni confederazione). A causa della partecipazione di sole tre squadre nazionali al torneo africano, solo la prima classificata ha ottenuto il diritto di partecipare al campionato mondiale: gli ulteriori due posti sono stati assegnati alle squadre meglio posizionate nel ranking under 19 tra le squadre quarte classificate nei tornei continentali.
| Squadra         | Qualificazione                                                                                       | Ultima partecipazione |
| --------------- | --- | --------------------- |
| Argentina       | 1ª al Campionato sudamericano femminile under 17 di pallavolo 2023                                   | -                     |
| Brasile         | 2ª al Campionato sudamericano femminile under 17 di pallavolo 2023                                   | -                     |
| Canada          | 3ª al Campionato nordamericano femminile under 17 di pallavolo 2023                                  | -                     |
| Cina            | 2ª al Campionato asiatico e oceaniano femminile under 16 di pallavolo 2023                           | -                     |
| Taipei cinese   | 3ª al Campionato asiatico e oceaniano femminile under 16 di pallavolo 2023                           | -                     |
| Croazia         | 3ª al Campionato europeo femminile under 17 di pallavolo 2023                                        | -                     |
| Rep. Dominicana | 4ª al Campionato nordamericano femminile under 17 di pallavolo 2023 / 13ª nel ranking under 19       | -                     |
| Ecuador         | 4ª al Campionato sudamericano femminile under 17 di pallavolo 2023                                   | -                     |
| Egitto          | 1ª al Campionato africano femminile under 17 di pallavolo 2023                                       | -                     |
| Italia          | 1ª al Campionato europeo femminile under 17 di pallavolo 2023                                        | -                     |
| Giappone        | 1ª al Campionato asiatico e oceaniano femminile under 16 di pallavolo 2023                           | -                     |
| Messico         | 1ª al Campionato nordamericano femminile under 17 di pallavolo 2023                                  | -                     |
| Perù            | Paese organizzatore                                                                                  | -                     |
| Porto Rico      | 2ª al Campionato nordamericano femminile under 17 di pallavolo 2023                                  | -                     |
| Thailandia      | 4ª al Campionato asiatico e oceaniano femminile under 16 di pallavolo 2023 / 5ª nel ranking under 19 | -                     |
| Turchia         | 2ª al Campionato europeo femminile under 17 di pallavolo 2023                                        | -                     |

## Torneo

### Prima fase
| Girone A        | Girone B   | Girone C  | Girone D      |
| --------------- | ---------- | --------- | ------------- |
| Brasile         | Cina       | Argentina | Taipei cinese |
| Canada          | Ecuador    | Egitto    | Croazia       |
| Perù            | Thailandia | Italia    | Giappone      |
| Rep. Dominicana | Turchia    | Messico   | Porto Rico    |

#### Girone A

##### Risultati
| 17 agosto 2024 Coliseo Eduardo Dibós, Lima Durata: 1h:31 - Spettatori: ?     | Canada  | 1 - 3 | Rep. Dominicana | 21-25, 25-18, 18-25, 11-25 |
| 17 agosto 2024 Coliseo Eduardo Dibós, Lima Durata: 1h:15 - Spettatori: ?     | Perù    | 0 - 3 | Brasile         | 20-25, 15-25, 16-25        |
| 18 agosto 2024 Coliseo Eduardo Dibós, Lima Durata: 1h:05 - Spettatori: ?     | Brasile | 3 - 0 | Rep. Dominicana | 25-19, 25-16, 25-8         |
| 18 agosto 2024 Coliseo Eduardo Dibós, Lima Durata: 1h:11 - Spettatori: 5 221 | Perù    | 3 - 0 | Canada          | 25-23, 25-14, 25-14        |
| 19 agosto 2024 Coliseo Eduardo Dibós, Lima Durata: 1h:06 - Spettatori: ?     | Brasile | 3 - 0 | Canada          | 25-12, 25-18, 25-16        |
| 19 agosto 2024 Coliseo Eduardo Dibós, Lima Durata: 1h:51 - Spettatori: ?     | Perù    | 3 - 1 | Rep. Dominicana | 25-12, 25-19, 28-30, 25-23 |

##### Classifica
| Pos. | Squadra         | Pt | G | V | P | SV | SP | Ratio | PF  | PS  | Ratio |
| ---- | --------------- | -- | - | - | - | -- | -- | ----- | --- | --- | ----- |
| 1.   | Brasile         | 9  | 3 | 3 | 0 | 9  | 0  | MAX   | 225 | 140 | 1,607 |
| 2.   | Perù            | 6  | 3 | 2 | 1 | 6  | 4  | 1,500 | 229 | 210 | 1,090 |
| 3.   | Rep. Dominicana | 3  | 3 | 1 | 2 | 4  | 7  | 0,571 | 220 | 253 | 0,870 |
| 4.   | Canada          | 0  | 3 | 0 | 3 | 1  | 9  | 0,111 | 172 | 243 | 0,708 |

#### Girone B

##### Risultati
| 17 agosto 2024 Villa El Salvador, Lima Durata: 1h:11 - Spettatori: ? | Thailandia | 0 - 3 | Cina       | 16-25, 8-25, 17-25         |
| 17 agosto 2024 Villa El Salvador, Lima Durata: 1h:06 - Spettatori: ? | Turchia    | 3 - 0 | Ecuador    | 25-18, 25-16, 25-14        |
| 18 agosto 2024 Villa El Salvador, Lima Durata: 1h:04 - Spettatori: ? | Thailandia | 3 - 0 | Ecuador    | 25-14, 25-20, 25-12        |
| 18 agosto 2024 Villa El Salvador, Lima Durata: 1h:44 - Spettatori: ? | Turchia    | 1 - 3 | Cina       | 20-25, 25-22, 26-28, 15-25 |
| 19 agosto 2024 Villa El Salvador, Lima Durata: 1h:09 - Spettatori: ? | Turchia    | 3 - 0 | Thailandia | 25-23, 27-25, 25-13        |
| 19 agosto 2024 Villa El Salvador, Lima Durata: 0h:48 - Spettatori: ? | Cina       | 3 - 0 | Ecuador    | 25-7, 25-5, 25-15          |

##### Classifica
| Pos. | Squadra    | Pt | G | V | P | SV | SP | Ratio | PF  | PS  | Ratio |
| ---- | ---------- | -- | - | - | - | -- | -- | ----- | --- | --- | ----- |
| 1.   | Cina       | 9  | 3 | 3 | 0 | 9  | 1  | 9,000 | 250 | 154 | 1,623 |
| 2.   | Turchia    | 6  | 3 | 2 | 1 | 7  | 3  | 2,333 | 238 | 209 | 1,139 |
| 3.   | Thailandia | 3  | 3 | 1 | 2 | 3  | 6  | 0,500 | 177 | 198 | 0,894 |
| 4.   | Ecuador    | 0  | 3 | 0 | 3 | 0  | 9  | 0,000 | 121 | 225 | 0,538 |

#### Girone C

##### Risultati
| 17 agosto 2024 Coliseo Eduardo Dibós, Lima Durata: 1h:18 - Spettatori: ? | Argentina | 3 - 0 | Egitto    | 25-18, 25-17, 25-20               |
| 17 agosto 2024 Coliseo Eduardo Dibós, Lima Durata: 1h:42 - Spettatori: ? | Italia    | 3 - 2 | Messico   | 19-25, 17-25, 25-14, 25-19, 15-10 |
| 18 agosto 2024 Coliseo Eduardo Dibós, Lima Durata: 1h:13 - Spettatori: ? | Argentina | 0 - 3 | Messico   | 22-25, 22-25, 19-25               |
| 18 agosto 2024 Coliseo Eduardo Dibós, Lima Durata: 0h:59 - Spettatori: ? | Italia    | 3 - 0 | Egitto    | 25-10, 25-16, 25-20               |
| 19 agosto 2024 Coliseo Eduardo Dibós, Lima Durata: 1h:12 - Spettatori: ? | Egitto    | 0 - 3 | Messico   | 19-25, 14-25, 13-25               |
| 19 agosto 2024 Coliseo Eduardo Dibós, Lima Durata: 1h:02 - Spettatori: ? | Italia    | 3 - 0 | Argentina | 25-12, 25-17, 25-22               |

##### Classifica
| Pos. | Squadra   | Pt | G | V | P | SV | SP | Ratio | PF  | PS  | Ratio |
| ---- | --------- | -- | - | - | - | -- | -- | ----- | --- | --- | ----- |
| 1.   | Italia    | 8  | 3 | 3 | 0 | 9  | 2  | 4,500 | 251 | 190 | 1,321 |
| 2.   | Messico   | 7  | 3 | 2 | 1 | 8  | 3  | 2,667 | 243 | 210 | 1,157 |
| 3.   | Argentina | 3  | 3 | 1 | 2 | 3  | 6  | 0,500 | 189 | 205 | 0,922 |
| 4.   | Egitto    | 0  | 3 | 0 | 3 | 0  | 9  | 0,000 | 147 | 225 | 0,653 |

#### Girone D

##### Risultati
| 17 agosto 2024 Villa El Salvador, Lima Durata: 1h:16 - Spettatori: ?   | Croazia    | 0 - 3 | Porto Rico    | 21-25, 23-25, 11-25        |
| 17 agosto 2024 Villa El Salvador, Lima Durata: 1h:21 - Spettatori: ?   | Giappone   | 3 - 1 | Taipei cinese | 25-16, 20-25, 25-13, 25-14 |
| 18 agosto 2024 Villa El Salvador, Lima Durata: 1h:27 - Spettatori: 889 | Croazia    | 1 - 3 | Taipei cinese | 25-18, 14-25, 19-25, 15-25 |
| 18 agosto 2024 Villa El Salvador, Lima Durata: 1h:13 - Spettatori: 950 | Giappone   | 3 - 0 | Porto Rico    | 25-10, 25-23, 25-23        |
| 19 agosto 2024 Villa El Salvador, Lima Durata: 1h:10 - Spettatori: ?   | Porto Rico | 0 - 3 | Taipei cinese | 23-25, 16-25, 20-25        |
| 19 agosto 2024 Villa El Salvador, Lima Durata: 1h:32 - Spettatori: ?   | Giappone   | 3 - 1 | Croazia       | 25-17, 21-25, 25-15, 25-20 |

##### Classifica
| Pos. | Squadra       | Pt | G | V | P | SV | SP | Ratio | PF  | PS  | Ratio |
| ---- | ------------- | -- | - | - | - | -- | -- | ----- | --- | --- | ----- |
| 1.   | Giappone      | 9  | 3 | 3 | 0 | 9  | 2  | 4,500 | 266 | 201 | 1,323 |
| 2.   | Taipei cinese | 6  | 3 | 2 | 1 | 7  | 4  | 1,750 | 236 | 227 | 1,040 |
| 3.   | Porto Rico    | 3  | 3 | 1 | 2 | 3  | 6  | 0,500 | 190 | 205 | 0,927 |
| 4.   | Croazia       | 0  | 3 | 0 | 3 | 2  | 9  | 0,222 | 205 | 264 | 0,777 |

### Fase finale

#### Tabellone
|  | Ottavi di finale | Ottavi di finale | Ottavi di finale |  |  | Quarti di finale | Quarti di finale | Quarti di finale |               |   | Semifinali | Semifinali    | Semifinali |      |   | Finale          | Finale          | Finale          |  |
|  |                  |                  |                  |  |  |                  |                  |                  |               |   |            |               |            |      |   |                 |                 |                 |  |
|  | 1C               | Italia           | 3                |  |  |                  |                  |                  |               |   |            |               |            |      |   |                 |                 |                 |  |
|  | 4A               | Canada           | 0                |  |  | 1C               | Italia           | 3                |               |   |            |               |            |      |   |                 |                 |                 |  |
|  | 2B               | Turchia          | 3                |  |  | 2B               | Turchia          | 1                |               |   |            |               |            |      |   |                 |                 |                 |  |
|  | 3D               | Porto Rico       | 0                |  |  |                  |                  |                  |               |   | 1C         | Italia        | 1          |      |   |                 |                 |                 |  |
|  | 1D               | Giappone         | 3                |  |  |                  |                  | 1D               | Giappone      | 3 |            |               |            |      |   |                 |                 |                 |  |
|  | 4B               | Ecuador          | 0                |  |  | 1D               | Giappone         | 3                |               |   |            |               |            |      |   |                 |                 |                 |  |
|  | 2A               | Perù             | 3                |  |  | 2A               | Perù             | 1                |               |   |            |               |            |      |   |                 |                 |                 |  |
|  | 3C               | Argentina        | 2                |  |  |                  |                  |                  |               |   | 1D         | Giappone      | 0          |      |   |                 |                 |                 |  |
|  | 2C               | Messico          | 3                |  |  |                  |                  |                  |               |   |            |               | 1B         | Cina | 3 |                 |                 |                 |  |
|  | 3A               | Rep. Dominicana  | 0                |  |  | 2C               | Messico          | 0                |               |   |            |               |            |      |   |                 |                 |                 |  |
|  | 1B               | Cina             | 3                |  |  | 1B               | Cina             | 3                |               |   |            |               |            |      |   |                 |                 |                 |  |
|  | 4D               | Croazia          | 0                |  |  |                  |                  |                  |               |   | 1B         | Cina          | 3          |      |   | Finale 3º posto | Finale 3º posto | Finale 3º posto |  |
|  | 2D               | Taipei cinese    | 3                |  |  |                  |                  | 2D               | Taipei cinese | 0 |            |               |            |      |   |                 |                 |                 |  |
|  | 3B               | Thailandia       | 0                |  |  | 2D               | Taipei cinese    | 3                |               |   |            |               |            |      |   | 1C              | Italia          | 3               |  |
|  | 1A               | Brasile          | 3                |  |  | 1A               | Brasile          | 1                |               |   | 2D         | Taipei cinese | 1          |      |   |                 |                 |                 |  |
|  | 4C               | Egitto           | 1                |  |  |                  |                  |                  |               |   |            |               |            |      |   |                 |                 |                 |  |

#### Ottavi di finale
| 20 agosto 2024 Coliseo Eduardo Dibós, Lima Durata: 1h:01 - Spettatori: ?   | Messico       | 3 - 0 | Rep. Dominicana | 25-18, 25-19, 25-16               |
| 20 agosto 2024 Villa El Salvador, Lima Durata: 1h:06 - Spettatori: ?       | Taipei cinese | 3 - 0 | Thailandia      | 25-14, 25-15, 25-22               |
| 20 agosto 2024 Coliseo Eduardo Dibós, Lima Durata: 1h:26 - Spettatori: 220 | Brasile       | 3 - 1 | Egitto          | 25-18, 25-13, 15-25, 25-12        |
| 20 agosto 2024 Villa El Salvador, Lima Durata: 0h:53 - Spettatori: ?       | Cina          | 3 - 0 | Croazia         | 25-12, 25-7, 25-11                |
| 20 agosto 2024 Coliseo Eduardo Dibós, Lima Durata: 2h:07 - Spettatori: ?   | Perù          | 3 - 2 | Argentina       | 21-25, 25-19, 25-20, 21-25, 15-13 |
| 20 agosto 2024 Villa El Salvador, Lima Durata: 0h:55 - Spettatori: ?       | Turchia       | 3 - 0 | Porto Rico      | 25-18, 25-7, 25-18                |
| 20 agosto 2024 Coliseo Eduardo Dibós, Lima Durata: 1h:01 - Spettatori: ?   | Italia        | 3 - 0 | Canada          | 25-19, 25-17, 25-17               |
| 20 agosto 2024 Villa El Salvador, Lima Durata: 1h:09 - Spettatori: 328     | Giappone      | 3 - 0 | Ecuador         | 25-9, 25-18, 25-15                |

#### Quarti di finale
| 22 agosto 2024 Coliseo Eduardo Dibós, Lima Durata: 1h:27 - Spettatori: 3 158 | Italia        | 3 - 1 | Turchia | 21-25, 25-15, 25-18, 25-23 |
| 22 agosto 2024 Coliseo Eduardo Dibós, Lima Durata: 0h:55 - Spettatori: ?     | Messico       | 0 - 3 | Cina    | 10-25, 16-25, 6-25         |
| 22 agosto 2024 Coliseo Eduardo Dibós, Lima Durata: 1h:35 - Spettatori: 2 187 | Taipei cinese | 3 - 1 | Brasile | 23-25, 25-19, 25-20, 25-19 |
| 22 agosto 2024 Coliseo Eduardo Dibós, Lima Durata: 1h:38 - Spettatori: 5 893 | Giappone      | 3 - 1 | Perù    | 25-21, 25-15, 23-25, 25-17 |

#### Semifinali
| 23 agosto 2024 Coliseo Eduardo Dibós, Lima Durata: 1h:28 - Spettatori: 2 300 | Italia | 1 - 3 | Giappone      | 17-25, 11-25, 25-20, 22-25 |
| 23 agosto 2024 Coliseo Eduardo Dibós, Lima Durata: 0h:59 - Spettatori: ?     | Cina   | 3 - 0 | Taipei cinese | 25-17, 25-15, 25-19        |

#### Finale 3º posto
| 24 agosto 2024 Coliseo Eduardo Dibós, Lima Durata: 1h:22 - Spettatori: ? | Italia | 3 - 1 | Taipei cinese | 19-25, 25-17, 25-20, 25-22 |

#### Finale
| 24 agosto 2024 Coliseo Eduardo Dibós, Lima Durata: 1h:10 - Spettatori: 5 678 | Giappone | 0 - 3 | Cina | 19-25, 22-25, 18-25 |

### Play-off 5º-8º posto

#### Tabellone
|  | Semifinali 5º-8º posto | Semifinali 5º-8º posto | Semifinali 5º-8º posto |         |    | Finale 5º posto | Finale 5º posto | Finale 5º posto |  |
|  |                        |                        |                        |         |    |                 |                 |                 |  |
|  | 2B                     | Turchia                | 1                      |         |    |                 |                 |                 |  |
|  | 2B                     | Turchia                | 1                      |         |    |                 |                 |                 |  |
|  | 2A                     | Perù                   | 3                      |         |    |                 |                 |                 |  |
|  | 2A                     | Perù                   | 3                      |         | 2A | Perù            | 1               |                 |  |
|  |                        |                        |                        |         | 2A | Perù            | 1               |                 |  |
|  |                        |                        | 1A                     | Brasile | 3  |                 |                 |                 |  |
|  | 2C                     | Messico                | 1A                     | Brasile | 3  | 2               |                 |                 |  |
|  | 2C                     | Messico                |                        |         |    | 2               |                 |                 |  |
|  | 1A                     | Brasile                | 3                      |         |    | Finale 7º posto | Finale 7º posto | Finale 7º posto |  |
|  | 1A                     | Brasile                | 3                      |         |    |                 |                 |                 |  |
|  |                        |                        |                        |         |    |                 |                 |                 |  |
|  |                        |                        |                        |         |    | 2B              | Turchia         | 3               |  |
|  |                        |                        |                        |         |    | 2B              | Turchia         | 3               |  |
|  |                        |                        |                        |         |    | 2C              | Messico         | 1               |  |

#### Semifinali 5º-8º posto
| 23 agosto 2024 Coliseo Eduardo Dibós, Lima Durata: 1h:36 - Spettatori: ? | Turchia | 1 - 3 | Perù    | 22-25, 17-25, 25-22, 21-25       |
| 23 agosto 2024 Coliseo Eduardo Dibós, Lima Durata: 1h:50 - Spettatori: ? | Messico | 2 - 3 | Brasile | 25-20, 12-25, 26-24, 17-25, 9-15 |

#### Finale 7º posto
| 24 agosto 2024 Coliseo Eduardo Dibós, Lima Durata: 1h:21 - Spettatori: ? | Turchia | 3 - 1 | Messico | 25-17, 25-19, 22-25, 25-15 |

#### Finale 5º posto
| 24 agosto 2024 Coliseo Eduardo Dibós, Lima Durata: 1h:35 - Spettatori: ? | Perù | 1 - 3 | Brasile | 13-25, 20-25, 26-24, 7-25 |

### Play-off 9º-16º posto

#### Tabellone
|  | Quarti di finale 9º-16º posto | Quarti di finale 9º-16º posto | Quarti di finale 9º-16º posto |            |    | Semifinali 9º-12º posto | Semifinali 9º-12º posto | Semifinali 9º-12º posto |    |                  | Finale 9º posto  | Finale 9º posto  | Finale 9º posto |  |
|  |                               |                               |                               |            |    |                         |                         |                         |    |                  |                  |                  |                 |  |
|  | 4A                            | Canada                        | 1                             |            |    |                         |                         |                         |    |                  |                  |                  |                 |  |
|  | 4A                            | Canada                        | 1                             |            |    |                         |                         |                         |    |                  |                  |                  |                 |  |
|  | 3D                            | Porto Rico                    | 3                             |            |    |                         |                         |                         |    |                  |                  |                  |                 |  |
|  | 3D                            | Porto Rico                    | 3                             |            | 3D | Porto Rico              | 3                       |                         |    |                  |                  |                  |                 |  |
|  |                               |                               |                               |            | 3D | Porto Rico              | 3                       |                         |    |                  |                  |                  |                 |  |
|  |                               |                               | 4D                            | Croazia    | 0  |                         |                         |                         |    |                  |                  |                  |                 |  |
|  | 3A                            | Rep. Dominicana               | 4D                            | Croazia    | 0  | 0                       |                         |                         |    |                  |                  |                  |                 |  |
|  | 3A                            | Rep. Dominicana               |                               |            |    |                         |                         |                         |    |                  |                  |                  |                 |  |
|  | 4D                            | Croazia                       | 3                             |            |    |                         |                         |                         |    |                  |                  |                  |                 |  |
|  | 4D                            | Croazia                       | 3                             |            | 3D | Porto Rico              | 3                       |                         |    |                  |                  |                  |                 |  |
|  |                               |                               |                               |            |    |                         |                         |                         |    |                  |                  |                  |                 |  |
|  |                               |                               | 3C                            | Argentina  | 0  |                         |                         |                         |    |                  |                  |                  |                 |  |
|  | 4B                            | Ecuador                       | 3C                            | Argentina  | 0  | 0                       |                         |                         |    |                  |                  |                  |                 |  |
|  | 4B                            | Ecuador                       |                               |            |    | 0                       |                         |                         |    |                  |                  |                  |                 |  |
|  | 3C                            | Argentina                     | 3                             |            |    |                         |                         |                         |    |                  |                  |                  |                 |  |
|  | 3C                            | Argentina                     | 3                             |            | 3C | Argentina               | 3                       |                         |    | Finale 11º posto | Finale 11º posto | Finale 11º posto |                 |  |
|  |                               |                               |                               |            | 3C | Argentina               | 3                       |                         |    |                  |                  |                  |                 |  |
|  |                               |                               | 3B                            | Thailandia | 2  |                         |                         |                         |    |                  |                  |                  |                 |  |
|  | 3B                            | Thailandia                    | 3B                            | Thailandia | 2  | 3                       |                         |                         | 4D | Croazia          | 0                |                  |                 |  |
|  | 3B                            | Thailandia                    |                               |            |    |                         |                         |                         | 4D | Croazia          | 0                |                  |                 |  |
|  | 4C                            | Egitto                        | 1                             |            |    | 3B                      | Thailandia              | 3                       |    |                  |                  |                  |                 |  |

|  | Semifinali 13º-16º posto | Semifinali 13º-16º posto | Semifinali 13º-16º posto |        |    | Finale 13º posto | Finale 13º posto | Finale 13º posto |  |
|  |                          |                          |                          |        |    |                  |                  |                  |  |
|  | 4A                       | Canada                   | 3                        |        |    |                  |                  |                  |  |
|  | 4A                       | Canada                   | 3                        |        |    |                  |                  |                  |  |
|  | 3A                       | Rep. Dominicana          | 1                        |        |    |                  |                  |                  |  |
|  | 3A                       | Rep. Dominicana          | 1                        |        | 4A | Canada           | 3                |                  |  |
|  |                          |                          |                          |        | 4A | Canada           | 3                |                  |  |
|  |                          |                          | 4C                       | Egitto | 2  |                  |                  |                  |  |
|  | 4B                       | Ecuador                  | 4C                       | Egitto | 2  | 0                |                  |                  |  |
|  | 4B                       | Ecuador                  |                          |        |    | 0                |                  |                  |  |
|  | 4C                       | Egitto                   | 3                        |        |    | Finale 15º posto | Finale 15º posto | Finale 15º posto |  |
|  | 4C                       | Egitto                   | 3                        |        |    |                  |                  |                  |  |
|  |                          |                          |                          |        |    |                  |                  |                  |  |
|  |                          |                          |                          |        |    | 3A               | Rep. Dominicana  | 3                |  |
|  |                          |                          |                          |        |    | 3A               | Rep. Dominicana  | 3                |  |
|  |                          |                          |                          |        |    | 4B               | Ecuador          | 0                |  |

#### Quarti di finale 9º-16º posto
| 22 agosto 2024 Villa El Salvador, Lima Durata: 1h:33 - Spettatori: 300 | Canada          | 1 - 3 | Porto Rico | 21-25, 25-16, 21-25, 19-25 |
| 22 agosto 2024 Villa El Salvador, Lima Durata: 1h:05 - Spettatori: 110 | Rep. Dominicana | 0 - 3 | Croazia    | 15-25, 20-25, 19-25        |
| 22 agosto 2024 Villa El Salvador, Lima Durata: 1h:25 - Spettatori: 710 | Thailandia      | 3 - 1 | Egitto     | 25-13, 23-25, 25-17, 25-13 |
| 22 agosto 2024 Villa El Salvador, Lima Durata: ? - Spettatori: 710     | Argentina       | 3 - 0 | Ecuador    | 25-14, 25-21, 25-15        |

#### Semifinali 9º-12º posto
| 23 agosto 2024 Villa El Salvador, Lima Durata: 1h:24 - Spettatori: 259 | Porto Rico | 3 - 0 | Croazia   | 25-21, 30-28, 26-24              |
| 23 agosto 2024 Villa El Salvador, Lima Durata: 1h:39 - Spettatori: 150 | Thailandia | 2 - 3 | Argentina | 25-15, 22-25, 25-11, 16-25, 9-15 |

#### Finale 11º posto
| 24 agosto 2024 Villa El Salvador, Lima Durata: 1h:06 - Spettatori: ? | Croazia | 0 - 3 | Thailandia | 21-25, 17-25, 17-25 |

#### Finale 9º posto
| 24 agosto 2024 Villa El Salvador, Lima Durata: 1h:14 - Spettatori: 612 | Porto Rico | 3 - 0 | Argentina | 26-24, 25-14, 25-21 |

#### Semifinali 13º-16º posto
| 23 agosto 2024 Villa El Salvador, Lima Durata: 1h:31 - Spettatori: ? | Canada | 3 - 1 | Rep. Dominicana | 26-24, 19-25, 25-21, 25-15 |
| 23 agosto 2024 Villa El Salvador, Lima Durata: 1h:09 - Spettatori: ? | Egitto | 3 - 0 | Ecuador         | 25-20, 25-21, 25-20        |

#### Finale 15º posto
| 24 agosto 2024 Villa El Salvador, Lima Durata: 0h:58 - Spettatori: 70 | Rep. Dominicana | 3 - 0 | Ecuador | 25-17, 25-18, 25-20 |

#### Finale 13º posto
| 24 agosto 2024 Villa El Salvador, Lima Durata: 1h:51 - Spettatori: 612 | Canada | 3 - 2 | Egitto | 25-19, 27-25, 25-27, 20-25, 15-13 |

## Classifica finale
| Pos     | Squadra         | Rosa |
| ------- | --------------- | --- |
| Oro     | Cina            | Formazione: 1 Chen, 2 Guo, 3 Si, 4 Sun, 7 Zhang, 9 Jia, 10 Huang, 11 Li, 12 Yang, 13 Wang, 14 Feng, 16 Chang, CT: Zhao                                                    |
| Argento | Giappone        | Formazione: 1 Miyajima, 2 Yoritomi, 3 Mcallister, 4 Semba, 5 Nakayama, 6 Kudo, 7 Mizokami, 8 Suzuki, 9 Kumagai, 13 Toki, 15 Sahara, 16 Yoshida, CT: Saegusa               |
| Bronzo  | Italia          | Formazione: 1 Guerra, 3 Caruso, 4 Mori, 5 Viti, 6 Aimaretti, 8 Hernandez, 10 Tosini, 11 Manda, 16 Cornelli, 18 Zanella, 19 Di Napoli, 22 Massaglia, CT: D'Aniello         |
| 4       | Taipei cinese   | Formazione: 1 Xu, 2 Chiu, 5 Chen Y., 6 Chen P.Y., 7 Chen X.Y., 8 Hsuen, 9 Han, 10 Chang, 11 Chou, 12 Ma, 13 Li, 20 Wu T.H., CT: Wu M.H.                                   |
| 5       | Brasile         | Formazione: 2 Lins, 3 Lima, 6 Biondo, 7 Silva, 10 Zeni, 11 M. Maccarone, 13 Costa, 14 Ballard, 15 Prysthon, 16 L. Maccarone, 17 Andrade, 18 Gaviolle, CT: de Souza        |
| 6       | Perù            | Formazione: 1 Quiroz, 2 Monge, 3 Vega Centeno, 6 Vásquez, 7 Moreano, 9 Chanca, 10 Campos, 11 Fuentes, 12 Rebata, 16 Pairazaman, 18 Torres, 25 Barrientos, CT: Rizola      |
| 7       | Turchia         | Formazione: 1 Uysalcan, 4 Altıntaş, 6 Erdoğan, 7 Özerol, 9 Başaran, 12 Bihan, 15 İlhan, 16 Evsen, 17 Balık, 21 Beyazıtlı, 23 Ceyda Kuyan, 99 Ceylin Kuyan, CT: Öner       |
| 8       | Messico         | Formazione: 4 Esquivel, 7 Moreno, 8 Zúñiga, 9 Barrera, 10 González, 11 I. Meza, 12 Garza, 13 Rettke, 14 G. Meza, 15 Ramírez, 17 Salcedo, 18 Palomo, CT: Palmeros          |
| 9       | Porto Rico      | Formazione: 1 Lozano, 2 González, 3 Maisonet, 4 Alvarado, 6 García, 9 Nieves, 10 Otero, 11 Soto, 12 Valentín, 13 Camacho, 16 Nuñez, 17 Champion, CT: Núñez                |
| 10      | Argentina       | Formazione: 1 Williner, 2 Herrero, 3 Faiazzo, 5 Medina, 6 Oldani, 7 Cugno, 8 Fortes, 9 Kisur, 10 Martínez, 11 Matich, 18 Da Dalt, 19 Pampin, CT: Puente                   |
| 11      | Thailandia      | Formazione: 1 Boothem, 3 Saelao, 4 Khongnok, 5 Phiarkan, 7 Aiamlaoo, 8 Phosridi, 10 Aiamsa-Ard, 11 Chimthale, 14 Sapphot, 16 Ta-Hae, 18 Wiboon, 19 Sonjai, CT: Niemtuptim |
| 12      | Croazia         | Formazione: 1 Prkačin, 4 Golemac, 7 Bule, 9 Lulić, 10 Gulin, 12 Ivković, 13 Liverić Kovačević, 14 Morić, 15 Munitić, 16 Zolota, 20 Raić, 22 Srhoj, CT: Ilić               |
| 13      | Canada          | Formazione: 3 Brenner, 8 Fermaniuk, 9 Gamlin, 10 Gent, 12 Hope, 14 Hunter, 16 Joly, 17 Kosoric, 19 Kuna, 23 Obeid, 26 Stojanovic, 30 Williamson, CT: Lamb                 |
| 14      | Egitto          | Formazione: 3 Baleegh, 5 Asar, 6 Morsy, 7 Awad, 8 Mohamed, 9 Elghitany, 10 Moussa, 12 Mahmoud, 15 Sakr, 17 Omran, 18 Kammer, 20 Saada, CT: Tayea                          |
| 15      | Rep. Dominicana | Formazione: 1 Lithgow, 2 Encarnación, 4 Santos, 6 Vargas, 8 Rodríguez, 9 Mondesi , 10 Mercedes , 11 Charles, 12 Moya, 16 Heredia, 17 Cerda, 18 Rivera, CT: Cezarano       |
| 16      | Ecuador         | Formazione: 1 Garcia, 2 Escobar, 3 Alcivar, 4 Candelario, 5 Gonzalez, 6 Bardales, 7 Mullo, 8 Nuñez, 9 N. Baquerizo, 10 Gonzembach, 11 B. Baquerizo, 12 Gomez, CT: Mejia   |

## Premi individuali
| Premio                 | Nome            | Squadra  |
| ---------------------- | --------------- | -------- |
| MVP                    | Yang Shuming    | Cina     |
| Miglior palleggiatrice | Zhang Zixuan    | Cina     |
| Miglior opposto        | Yang Shuming    | Cina     |
| Miglior schiacciatrice | Saya Nakayama   | Giappone |
| Miglior schiacciatrice | Ludovica Tosini | Italia   |
| Miglior centrale       | Chen Xiaohui    | Cina     |
| Miglior centrale       | Alice Guerra    | Italia   |
| Miglior libero         | Kokoro Semba    | Giappone |

## Statistiche
| Rendimento individuale | Rendimento individuale | Rendimento individuale | Rendimento individuale |
| Pos.                   | Nome                   | Punti                  | Squadra                |
| ---------------------- | ---------------------- | ---------------------- | ---------------------- |
| 1                      | Justina Fortes         | 125                    | Argentina              |
| 2                      | Decelise Champion      | 117                    | Porto Rico             |
| 3                      | Hikari Kudo            | 115                    | Giappone               |
| 4                      | Ariana Vásquez         | 110                    | Perù                   |
| 5                      | Huang Yuexin           | 108                    | Cina                   |
| 6                      | Asja Zolota            | 106                    | Croazia                |
| 7                      | Ludovica Tosini        | 103                    | Italia                 |
| 8                      | Chen Yi                | 101                    | Taipei cinese          |
| 9                      | Aylin Uysalcan         | 100                    | Turchia                |
| 10                     | Gianella Chanca        | 99                     | Perù                   |

| Attacchi vincenti | Attacchi vincenti | Attacchi vincenti | Attacchi vincenti |
| Pos.              | Nome              | Punti             | Squadra           |
| ----------------- | ----------------- | ----------------- | ----------------- |
| 1                 | Justina Fortes    | 116               | Argentina         |
| 2                 | Hikari Kudo       | 105               | Giappone          |
| 3                 | Decelise Champion | 95                | Porto Rico        |
| 4                 | Chen Yi           | 91                | Taipei cinese     |
| 4                 | Ariana Vásquez    | 91                | Perù              |
| 6                 | Huang Yuexin      | 89                | Cina              |
| 7                 | Asja Zolota       | 87                | Croazia           |
| 8                 | Saya Nakayama     | 86                | Giappone          |
| 8                 | Ludovica Tosini   | 86                | Italia            |
| 10                | Gianella Chanca   | 84                | Perù              |

| Muri vincenti | Muri vincenti      | Muri vincenti | Muri vincenti   |
| Pos.          | Nome               | Punti         | Squadra         |
| ------------- | ------------------ | ------------- | --------------- |
| 1             | Alessia Manda      | 28            | Italia          |
| 2             | Heloísa Andrade    | 21            | Brasile         |
| 3             | Ezel Balık         | 20            | Turchia         |
| 3             | Caroline Rodríguez | 20            | Rep. Dominicana |
| 5             | Sara Lulić         | 18            | Croazia         |
| 6             | Brenda Esquivel    | 17            | Messico         |
| 6             | Alice Guerra       | 17            | Italia          |
| 6             | Retaj Kammer       | 17            | Egitto          |
| 6             | Victoria Matich    | 17            | Argentina       |
| 10            | Mariana Gaviolle   | 16            | Brasile         |
| 10            | Lívia Lins         | 16            | Brasile         |

| Battute vincenti | Battute vincenti  | Battute vincenti | Battute vincenti |
| Pos.             | Nome              | Punti            | Squadra          |
| ---------------- | ----------------- | ---------------- | ---------------- |
| 1                | Ana Stojanovic    | 17               | Canada           |
| 2                | Panthita Khongnok | 16               | Thailandia       |
| 2                | Ariana Vásquez    | 16               | Perù             |
| 4                | Sun Hongyun       | 15               | Cina             |
| 5                | Franka Golemac    | 14               | Croazia          |
| 5                | Aileen Mcallister | 14               | Giappone         |
| 7                | Laura Maccarone   | 13               | Brasile          |
| 7                | Zhang Zixuan      | 13               | Cina             |
| 7                | Yliana Zúñiga     | 13               | Messico          |
| 10               | Chen Xiaohui      | 12               | Cina             |
| 10               | Helena Cugno      | 12               | Argentina        |
| 10               | Anabella Valentín | 12               | Porto Rico       |
| 10               | Yang Shuming      | 12               | Cina             |
| 10               | Kaho Yoritomi     | 12               | Giappone         |
| 10               | Asja Zolota       | 12               | Croazia          |